# Calliotropis velata
Calliotropis velata là một loài ốc biển, là động vật thân mềm chân bụng sống ở biển thuộc họ Calliotropidae.